# Hemtjörda visor
Hemtjörda visor är ett musikalbum på LP-skiva från 1969 med Bengt Sändh och Finn Zetterholm, inspelad i Europa Film Studio i Sundbyberg.
1990 gavs skivan ut på CD

## Låtlista
Sida 1
- 1 Ett recept - Bengt Sändh
- 2 Balladen dagen efter - Sändh
- 3 Herr Sulfit - Finn Zetterholm
- 4 Butiksråttan - Sändh
- 5 Boxarvisa - Zetterholm
- 6 Psalm 007 - Zetterholm
- 7 Tack min gud - Sändh

Sida 2
- 1 Balladen om pensionärerna - Zetterholm
- 2 Direktör Tjockis - Zetterholm
- 3 Dygdens lögn - Sändh
- 4 Efterlysning av Pippi Långstrump - Zetterholm
- 5 Två egoister - Sändh
- 6 Den siste raggaren - Zetterholm
- 7 Miss Spray Net - Zetterholm
- 8 Årsmötet - Sändh

Lyssna här: Grooveshark